# 臺灣吉悌電信
臺灣吉悌電信股份有限公司成立於1974年3月11日，曾為臺灣最大的電信設備供應商，為中華民國政府最早核可的三家外資電信設備供應商（「三家三系統」）之一，主要提供包含交換機、行動通訊系統及基地臺等產品，亦曾代理家用電話及行動電話之銷售。除以交通部電信總局、中華電信與台灣大哥大為主要客戶外，亦曾銷售自製及改裝產品至其他國家。
臺灣吉悌電信在不同時期曾為通用電話電子（General Telephone and Electronics，GTE）、西門子（Siemens）及諾基亞西門子通信（Nokia Siemens Networks，NSN）在臺灣之子公司及代理商，其中公司名稱「吉悌」即為該公司創始股東前立法院院長劉闊才之子、曾任該公司董事長的前立法委員劉國昭依原始大股東通用電話電子之英文簡稱「GTE」所取。臺灣吉悌電信並曾大量代理瞻博網路（Juniper Networks）、思科系統（Cisco Systems）及UT斯達康（UTStarcom）等廠商之產品在臺銷售。
2008年3月，臺灣諾基亞西門子通信自西門子、劉闊才家族及中華電信取得臺灣吉悌電信全數股份。2009年1月31日，臺灣吉悌電信與臺灣諾基亞西門子通信完成合併，臺灣吉悌電信正式走入歷史。
目前，臺灣境內由臺灣吉悌電信所架設的網路主要包含中華電信之部分固網與次世代網路（NGN）、台灣大哥大之固網與2G網路及大眾電信個人手持式電話系統（PHS）之部分產品。

## 通用電話電子時期（GTE Taiwan Communication Systems Limited，1974年3月15日－1986年11月）

### 臺灣業務及技術轉移
臺灣吉悌電信於1976年引進第一號類比式交換機（Number 1 Electronic Automatic Exchange，簡稱No. 1 EAX），並完成技術轉移，且於1978年獨立在臺灣為超過40000名用戶完成安裝，是為使臺灣電信設備由機械式進入電子式之領域之先河。隨後該公司並於1980年引進第二號類比式交換機（Number 2 Electronic Automatic Exchange，簡稱No. 2 EAX），且於1982年完成技術轉移；更於1984年引進第五號類比式交換機（Number 5 Electronic Automatic Exchange，簡稱No. 5 EAX），完成臺灣通訊與資訊結合的基本架構。

### 產學合作及外銷
1981年，臺灣吉悌電信為菲律賓長途電話公司（PLDT）提供第一號類比式交換機。1983年，臺灣吉悌電信獲通用電話電子遴選為第一號及第二號類比式交換機全球供應中心。1984年，臺灣吉悌電信與國立交通大學合作開發MUA-90博碼調變系統轉換器。1986年，臺灣吉悌電信獲經濟部補助，開發FOMUX-32光纖數據與語言多工機。

## 西門子時期
Taicom Systems Limited（1986年11月－1993年4月）
Siemens Telecommunication Systems Limited（1993年4月－2007年3月31日）

### 電話銷售
電話銷售是臺灣吉悌電信惟一以一般大眾為銷售對象的業務。雖然只佔收入的一小部分，但在建立臺灣吉悌電信知名度及西門子品牌上卻相當重要，臺灣吉悌電信之網站亦於2001年至2006年間採用「Siemens Mobile」介面格式。

#### 行動電話
西門子行動電話（手機）在臺灣的銷售向來由臺灣吉悌電信負責。1995年，隨著臺灣地區完成全球行動通訊系統（GSM）的網路架設，民眾對支援GSM的行動電話需求急遽增加，臺灣吉悌電信因而成立「行動電話客戶端事業處」，原本不常曝光的臺灣吉悌電信亦開始在媒體報導及各類廣告中出現。1998年，臺灣吉悌電信於臺灣市場推出全球第一支彩色行動電話西門子 S1188。1999年，臺灣吉悌電信邀請張震嶽代言支援中文雙頻（GSM900及GSM1800）兼具和絃鈴聲作曲功能的西門子 C2588。2000年至2001年間，臺灣吉悌電信又引進數款可上網、符合無線應用協議（WAP）、支援通用封包無線服務（GPRS）、面向商務使用者的機種，如：西門子 3568i、西門子 3508i、西門子 6688、西門子 6618等。 同時，由於臺灣行動電話市場休閒使用者增加，臺灣吉悌電信亦陸續引進多款面向休閒族群的機種，如：西門子 3518i、西門子 3618等。 然而，西門子行動電話重功能卻不重外觀設計的市場策略無法迎合臺灣民眾，宣傳資金及廣告量亦明顯不足，導致無法與諾基亞（Nokia）、摩托羅拉（Motorola）、新力易立信（Sony Ericsson）等廠商競爭。2001年起，臺灣吉悌電信試圖以西門子新口號「Be Inspired 靈感點亮生活」打造品牌，推出西門子 6686、西門子 3118等結合網路影音、面向年輕族群的機種，並邀請時稱F4及蔡康永分別代言西門子 2218及西門子 SL55。 其後西門子行動電話在臺市占率雖有明顯上升，但仍無法突破一成。2005年6月7日，明基電通（BenQ）宣布以同年10月1日為基準日合併西門子行動電話部門，改為明基西門子（BenQ-Siemens）品牌。儘管在西門子與明基間的協議中明基同意雇用所有西門子相關部門人員，合併後臺灣吉悌電信「行動電話客戶端事業處」員工全部離職。

#### 家用無線電話
臺灣吉悌電信亦曾代理銷售西門子之家用無線電話（Gigaset）。1998年，臺灣吉悌電信引進西門子 Gigaset 2010，主打無線子母機之綜合應用。2000年後，又引進其他包含西門子 Gigaset 3010 DECT及西門子 Gigaset 3015 DECT等改良型號，強調良好的接收品質及廣大的通訊範圍。2005年後，西門子決定不再透過臺灣吉悌電信銷售，由原為經銷商的中華大雄直接代理進口。

### 吉悌富士通
Taiwan Taicom Fujitsu Telecom Company, Limited（1992年－1998年）

### 臺灣吉立網路科技
臺灣吉立網路科技有限公司（Genius Telecommunication Co.，GTC）成立於2003年10月1日，初始員工完全由吉悌電信之射頻無線規劃部門分割移轉至新公司。 
吉悌電信於完全2008年併入諾基亞西門子通信後，臺灣吉立網路持續為臺灣行動通信業者提供電信技術服務。除持續協助原吉悌電信服務之台灣大哥大2G、3G及HSPA無線網路外，更於2009年爭取到中華電信3G及HSPA行動通信網路建設之標案。目前臺灣吉立網路員工人數已接近百人，未來並計畫協助建構臺灣之4G行動通信網路。

## 諾基亞西門子通信時期
Siemens Telecommunication Systems Limited（2007年4月1日－2008年3月）
Nokia Siemens Networks Techonology Taiwan Company, Limited（2008年3月－2009年1月）

## 歷任董事長
董事長長期依股東協議由劉闊才家族成員擔任，直到諾基亞西門子通信成為唯一股東後始由臺灣諾基亞西門子通信總經理兼任。
- 劉闊才（1974年3月11日－1984年），劉氏家族代表
- 劉國昭（1984年－2008年3月），劉氏家族代表
  - 副董事長：白羅生（Don Blosser，1984年－1986年）通用電話電子代表、總經理升任
- 王建亞（2008年3月－2009年1月31日），以臺灣諾基亞西門子通信總經理兼任

## 歷任總經理
歷任總經理均為外資大股東（通用電話電子、西門子及諾基亞西門子通信）所任命。在西門子時期，若總經理為臺籍人士則財務長由西門子派任，反之若西門子派任總經理則財務長由臺籍人士擔任。
- （第一任待查）（1974年3月11日－1983年）
- 白羅生（Don Blosser，1983年－1984年），由通用電話電子派任
- 谷家泰（1984年－1995年1月），由通用電話電子及西門子派任
- 蔣澤蔭（1995年2月6日－2005年初），由執行副總經理升任
- 柯瀚（Johannes Christoph，2005年初－2007年9月30日），由西門子派任、財務長升任
- 薛孝姝（2007年10月1日－2009年1月31日），由財務長升任（繼續兼任財務長）

## 相關連結
- 威訊
- 西門子公司
- 明基西門子
- 諾基亞西門子通信
- 中華電信